# Breunigweiler
Breunigweiler là một xã thuộc thuộc huyện Donnersberg, Đức. Xã Breunigweiler có diện tích 3,24 km², dân số thời điểm ngày 31 tháng 12 năm 2006 là 443 người.